# Jabłuniwka (hromada Stebliw)
Jabłuniwka (ukr. Яблунівка) – wieś na Ukrainie, w obwodzie czerkaskim, w rejonie zwinogródzkim. W 2001 roku liczyła 517 mieszkańców.
Pod koniec XIX w. wieś, powiecie kaniowskim, poniżej miasta Steblów.